# Kreuzgang von Saint-Sever-de-Rustan

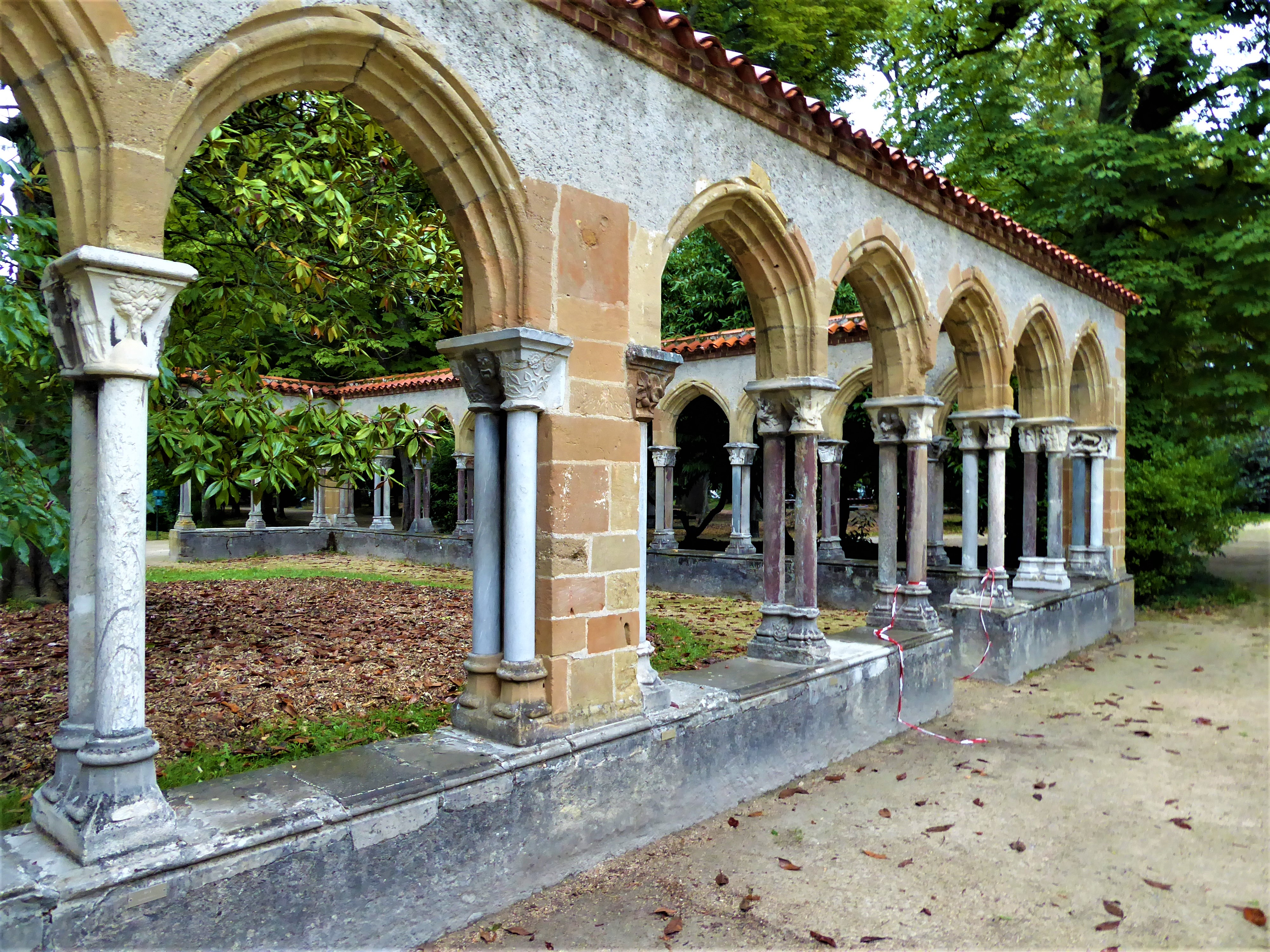
Der Kreuzgang von Saint-Sever-de-Rustan

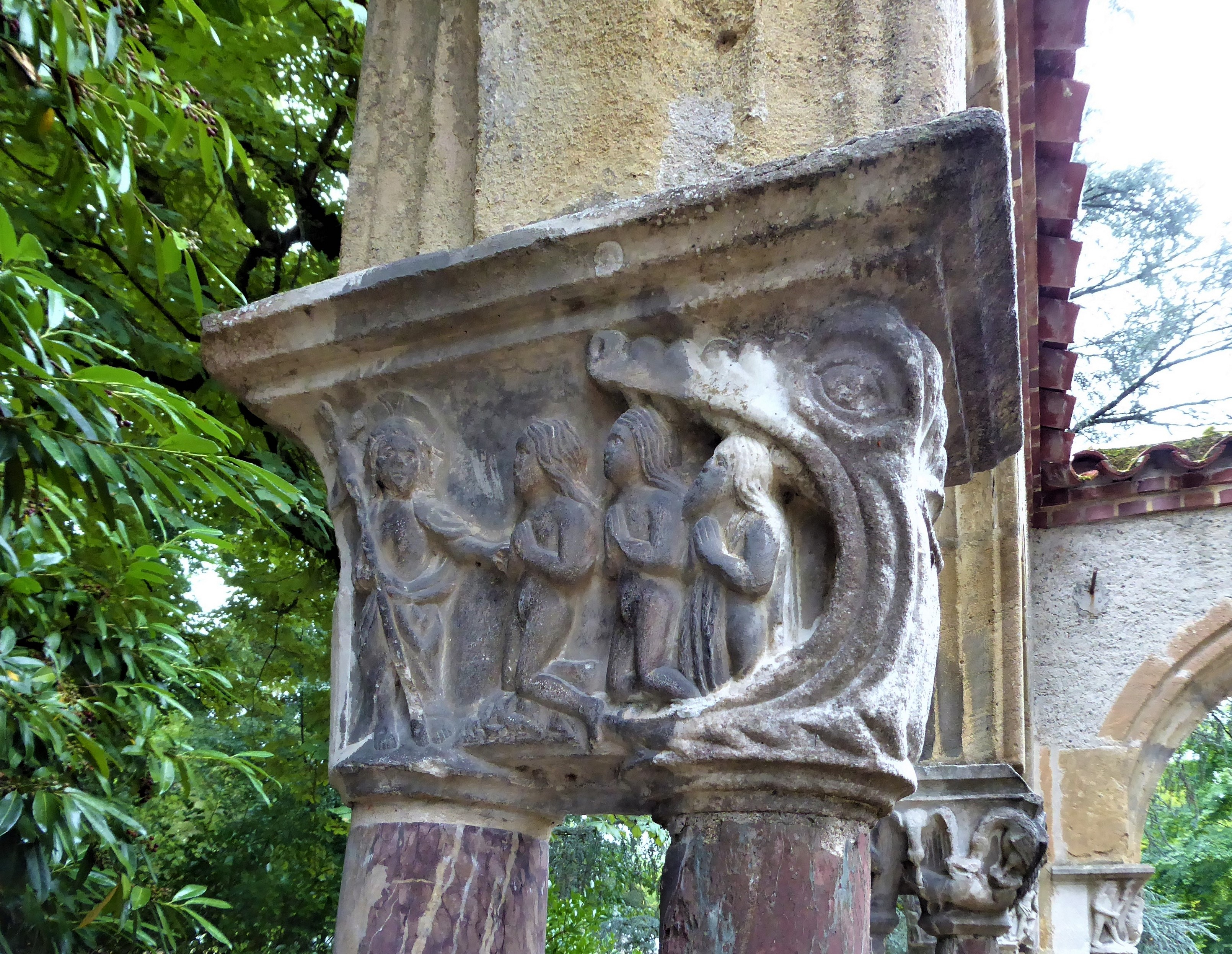
Kapitell

Der Kreuzgang von Saint-Sever-de-Rustan (französisch: Cloître de Saint-Sever-de-Rustan) befindet sich in der Parkanlage Jardin Massey in Tarbes im Département Hautes-Pyrénées in Frankreich. Es handelt sich dabei um neu angeordnete Elemente des abgegangenen Kreuzgangs der Abtei Saint-Sever-de-Rustan, die nach Tarbes transloziert wurden. Der Kreuzgang wurde als erstes Einzelobjekt innerhalb der Parkanlage bereits 1890 als Monument historique klassifiziert.

## Geschichte
Die im Ensemble des Kreuzgangs wiederverwendeten Elemente entstanden ursprünglich im 15. Jahrhundert für das Karmeliterkloster Trie-sur-Baïse. Nach schweren Beschädigungen des Klosters im Zuge der Hugenottenkriege 1571 wurden Teile des Kreuzgangs an die Abtei Saint-Sever-de-Rustan für die Wiederherstellung des dortigen Kreuzgangs verkauft. Von dort wiederum wurden 1889/90 zahlreiche Kapitelle veräußert, die teilweise heute im Museum The Cloisters in New York City zu sehen sind. Der größte Teil gelangte jedoch in den Besitz der Stadt Tarbes, die sie 1890 durch den Architekten Émile Boeswillwald als Kreuzgang im Jardin Massey anlegen ließ.